# Nya Partiet
Nya Partiet var ett svenskt politiskt parti startat av avhoppade socialdemokraterna Eva Åsbrink, Gösta Söderlund och Hans Ericson inför riksdagsvalet 1979. Partiet vann inte insteg i riksdagen men innehade i Skara kommun fem mandat i kommunfullmäktige 1979–1982 och ett mandat 1982–1985 samt i Öckerö kommun ett mandat i kommunfullmäktige 1979–1982.